# Hydropedologie
Hydropedologie je vědní obor, který se zabývá vztahem vody, půdy a rostlin a jejich postavením v hydrologickém cyklu krajiny. Speciální částí hydropedologie je půdní fyzika, která se mj. zabývá stavem, pohybem a vlastnostmi půdní vody v závislosti na stavbě a složení půdy.
Hydropedologie se zabývá monitoringem vodního režimu půd, stanovením vodní retenční kapacity půdy, nasyceností a průběhem nasycování a vysychání, vlhkostí, pH, souvisejícími chemickými procesy v půdě - znečištěním půd, vlivem na texturu a agregaci, hydrodynamikou, teplotním režimem, kapilaritou, infiltrací, výparem, transpirací rostlin, stanovením hydrolimitů, měřením vlhkosti půdy a tenzometrického tlaku půdní vody, stanovením hydraulických charakteristik půd - retenční křivky a hydraulické vodivosti apod.
V Československu se hydropedologie vyčlenila jako samostatná vědní disciplína z pedologie. Došlo k tomu v rámci výuky studijního zaměření Vodní stavby a vodní hospodářství na Stavební fakultě ČVUT za dob působení profesora Miroslava Kutílka.

## Odborná literatura
- Multimediální učebnice hydropedologických terénních měření 2013 2. doplněné vydání http://hydropedologie.agrobiologie.cz/ autorský tým Ing. Kamila Báťková (roz. Špongrová), MSc., Ph.D. prof. Ing. Svatopluk Matula, CSc., Ing. Markéta Miháliková, Ph.D Katedra vodních zdrojů Fakulta agrobiologie, potravinových a přírodních zdrojů Česká zemědělská univerzita v Praze, ISBN 978-80-213-2434-3
- KAMENÍČKOVÁ, Ivana: Hydropedologie - Hydropedologické praktikum. VUT FAST v Brně, 2006. [nedostupný zdroj] (CS)
- KUTÍLEK, Miroslav, KURÁŽ, V., CÍSLEROVÁ, M., 2004: Hydropedologie 10. Skriptum CVUT. 176 s. ISBN 80-01-02237-4.
- KUTÍLEK, Miroslav, 1978: Vodohospodárská pedologie. druhé vydání, SNTL Bratislava. 296 s. SNTL 04-721-78.
- KUTÍLEK, Miroslav a KURÁŽ, Václav a CÍSLEROVÁ, Milena: Hydropedologie. Nakladatelství ČVUT, 2000. ISBN 80-7157-733-2. (CS)
- Klute, A. (editor): Methods of Soil Analysis. No. 9, Part 1, Physical and Mineralogical Methods. Wisconsin, 1986. (EN)
- KUTÍLEK, Miroslav, NIELSEN, D.R.: Soil Hydrology. Catena Verlang, Germany, 1994. (EN)